# Нестерово (Саратовська область)
Нестерово (рос. Нестерово) — село у Єршовському районі Саратовської області Російської Федерації.
Населення становить 395 осіб. Орган місцевого самоврядування — Міуське муніципальне утворення.

## Історія
Населений пункт розташований у межах українського історичного та культурного регіону Жовтий Клин.
Від 23 липня 1928 року в складі Пугачовського округу Нижньо-Волзького краю. Орган місцевого самоврядування від 2004 року — Міуське муніципальне утворення.

## Населення
| 1889 | 1897 | 1910 | 1920 | 1922 | 1926 | 1931 |
| ---- | ---- | ---- | ---- | ---- | ---- | ---- |
| 108  | ↗208 | ↗260 | ↗472 | ↗514 | ↘482 | ↗536 |
| 2010 |      |      |      |      |      |      |
| ↘395 |      |      |      |      |      |      |